# Scott S. Sheppard
Scott S. Sheppard född 1977, är en amerikansk astronom. 
Han har främst bidragit till upptäckten av de många mindre månarna kring de yttre gasplaneterna i solsystemet.
Minor Planet Center listar Sheppard som upptäckare av 32 småplaneter (juli 2024). De flesta tillsammans med andra astronomer.
Asteroiden 17898 Scottsheppard är uppkallad efter honom.

## Kometer upptäckta av Scott S. Sheppard[3]
| 452P (P/2003 CC22) Sheppard-Jewitt | september 2003 |
| C/2014 F3 Sheppard-Trujillo        | mars 2014      |
| C/2015 T5 Sheppard-Tholen          | oktober 2015   |
| P/2018 V5 Trujillo-Sheppard        | november 2018  |
| P/2020 B4 Sheppard                 | januari 2020   |
| P/2021 R8 Sheppard                 | september 2021 |
| 447P (P/2021 R9) Sheppard-Tholen   | september 2021 |

## Småplaneterupptäckta av Scott S. Sheppard listade avMinor Planet Center[3][4]
| (79978) 1999 CC158 [A] [B] [C] | 15 februari 1999 |
| (131695) 2001 XS254 [B] [D]    | 9 december 2001  |
| (131696) 2001 XT254 [B] [D]    | 9 december 2001  |
| (131697) 2001 XH255 [B] [D]    | 11 december 2001 |
| (148975) 2001 XA255 [B] [D]    | 9 december 2001  |
| (168700) 2000 GE147 [B] [C]    | 2 april 2000     |
| (200840) 2001 XN254            | 9 december 2001  |
| 341520 Mors–Somnus [C]         | 14 oktober 2007  |
| 385571 Otrera [C]              | 16 oktober 2004  |
| 385695 Clete [C]               | 8 oktober 2005   |
| (469420) 2001 XP254 [B] [D]    | 10 december 2001 |
| (469421) 2001 XD255 [B] [D]    | 9 december 2001  |
| 471143 Dziewanna [C] [E] [F]   | 13 mars 2010     |
| (471165) 2010 HE79 [C] [E] [G] | 21 april 2010    |
| (471921) 2013 FC28 [C]         | 17 mars 2013     |
| (508792) 2000 FX53 [B] [C]     | 31 mars 2000     |

| (523671) 2013 FZ27          | 16 mars 2013     |
| (523672) 2013 FJ28          | 16 mars 2013     |
| (523693) 2014 FT71          | 24 mars 2014     |
| (524365) 2001 XQ254 [B] [D] | 10 december 2001 |
| (524366) 2001 XR254 [B] [D] | 10 december 2001 |
| (532037) 2013 FY27 [C]      | 17 mars 2013     |
| (532038) 2013 FB28 [C]      | 17 mars 2013     |
| 541132 Leleākūhonua [C] [H] | 13 oktober 2015  |
| (547375) 2010 PC88 [C]      | 3 november 2010  |
| (560552) 2015 GO50 [C]      | 13 april 2015    |
| (578834) 2014 GF54 [C]      | 8 maj 2013       |
| (612204) 2000 WB187 [B]     | 26 november 2000 |
| (613100) 2005 TN74 [C]      | 8 oktober 2005   |
| (669535) 2012 XR157 [C]     | 11 december 2012 |
| (671087) 2014 FY71 [C]      | 28 mars 2014     |
| (689335) 2013 FL28 [C]      | 16 mars 2013     |

| Upptäckt tillsammans med: A J. X. Luu B D. C. Jewitt C Chad Trujillo D J. T. Kleyna E A. Udalski F M. Kubiak G R. Poleski H D. J. Tholen | Upptäckt tillsammans med: A J. X. Luu B D. C. Jewitt C Chad Trujillo D J. T. Kleyna E A. Udalski F M. Kubiak G R. Poleski H D. J. Tholen |
| --- | --- |

## Månar upptäckta av Scott S. Sheppard[3][5]

### Jupiter
- Themisto (2000)
- Kalyke (2000)
- Iocaste (2000)
- Erinome (2000)
- Harpalyke (2000)
- Isonoe (2000)
- Praxidike (2000)
- Megaclite (2000)
- Taygete (2000)
- Chaldene (2000)
- Dia (2000)
- Autonoe (2001)
- Thyone (2001)
- Hermippe (2001)
- Eurydome (2001)
- Sponde (2001)
- Pasithee (2001)
- Euanthe (2001)
- Kale (2001)
- Orthosie (2001)
- Euporie (2001)
- Aitne (2001)
- Arche (2002)
- Eukelade (2003)
- S/2003 J 2 (2003)
- Eupheme (2003)
- S/2003 J 4 (2003)
- Eirene (2003)
- Helike (2003)
- Aoede (2003)
- Hegemone (2003)
- S/2003 J 9 (2003)
- S/2003 J 10 (2003)
- Kallichore (2003)
- S/2003 J 12 (2003)
- Cyllene (2003)
- Kore (2003)
- Philophrosyne (2003)
- S/2003 J 16 (2003)
- Herse (2003)
- S/2003 J 18 (2003)
- S/2003 J 19 (2003)
- Carpo (2003)
- Mneme (2003)
- Thelxinoe (2003)
- S/2003 J 23 (2003)
- S/2003 J 24 (2003)
- S/2011 J 1 (2011)
- S/2011 J 2 (2011)
- S/2011 J 3 (2011)
- S/2016 J 1 (2016)
- Valetudo (2016)
- S/2016 J 3 (2016)
- S/2016 J 4 (2016)
- S/2017 J 1 (2017)
- S/2017 J 2 (2017)
- S/2017 J 3 (2017)
- Pandia (2017)
- S/2017 J 5 (2017)
- S/2017 J 6 (2017)
- S/2017 J 7 (2017)
- S/2017 J 8 (2017)
- S/2017 J 9 (2017)
- Ersa (2018)
- S/2018 J 2 (2018)
- S/2018 J 3 (2018)
- S/2018 J 4 (2018)
- S/2021 J 1 (2021)
- S/2021 J 2 (2021)
- S/2021 J 3 (2021)
- S/2021 J 4 (2021)
- S/2021 J 5 (2021)
- S/2021 J 6 (2021)
- S/2022 J 1 (2022)
- S/2022 J 2 (2022)
- S/2022 J 3 (2022)

### Saturnus
- Narvi (2003)
- S/2004 S 7 (2004)
- Fornjot (2004)
- Farbauti (2004)
- Aegir (2004)
- Bebhionn (2004)
- S/2004 S 12 (2004)
- S/2004 S 13 (2004)
- Hati (2004)
- Bergelmir (2004)
- Fenrir (2004)
- S/2004 S 17 (2004)
- Bestla (2004)
- Hyrrokkin (2004)
- Gridr (2004)
- S/2004 S 21 (2004)
- Angrboda (2004)
- Skrymir (2004)
- S/2004 S 24 (2004)
- Gerd (2004)
- S/2004 S 26 (2004)
- Eggther (2004)
- S/2004 S 28 (2004)
- S/2004 S 29 (2004)
- Beli (2004)
- S/2004 S 31 (2004)
- Gunnlod (2004)
- Thiazzi (2004)
- S/2004 S 34 (2004)
- Alvaldi (2004)
- S/2004 S 36 (2004)
- S/2004 S 37 (2004)
- Geirrod (2004)
- S/2004 S 39 (2004)
- S/2004 S 40 (2004)
- S/2004 S 41 (2004)
- S/2004 S 42 (2004)
- S/2004 S 43 (2004)
- S/2004 S 44 (2004)
- S/2004 S 45 (2004)
- S/2004 S 46 (2004)
- S/2004 S 47 (2004)
- S/2004 S 48 (2004)
- S/2004 S 49 (2004)
- S/2004 S 50 (2004)
- S/2004 S 51 (2004)
- S/2004 S 52 (2004)
- S/2004 S 53 (2004)
- S/2005 S 4 (2005)
- S/2005 S 5 (2005)
- S/2006 S 1 (2006)
- Kari (2006)
- S/2006 S 3 (2006)
- Greip (2006)
- Loge (2006)
- Jarnsaxa (2006)
- Surtur (2006)
- Skoll (2006)
- S/2006 S 9 (2006)
- S/2006 S 10 (2006)
- S/2006 S 11 (2006)
- S/2006 S 12 (2006)
- S/2006 S 13 (2006)
- S/2006 S 14 (2006)gerd
- S/2006 S 15 (2006)
- S/2006 S 16 (2006)
- S/2006 S 17 (2006)
- S/2006 S 18 (2006)
- S/2006 S 19 (2006)
- S/2006 S 20 (2006)
- Tarqeq (2007)
- S/2007 S 2 (2007)
- S/2007 S 3 (2007)
- S/2007 S 5 (2007)
- S/2007 S 6 (2007)
- S/2007 S 7 (2007)
- S/2007 S 8 (2007)
- S/2007 S 9 (2007)

### Uranus
- Ferdinand (2001)
- Margaret (2003)
- S/2023 U 1 (2023)

### Neptunus
- Psamathe (2003)
- S/2021 N 1 (2021)